# La Princesse iguane
La Princesse iguane (イグアナの娘, Iguana no musume) est un shōjo manga au format one shot écrit et dessiné par Moto Hagio. Il est publié en mai 1992 dans le magazine Petit Flower. Dans cette bande dessinée de 52 pages une mère perçoit sa fille comme un iguane et la rejette, la fille internalise ce rejet et devient elle aussi persuadée d'être un iguane.
L'œuvre est de nature autobiographique et joue un rôle pivot dans la carrière et la vie de l'autrice, en lui permettant de se libérer de ses problèmes familiaux. Le récit emprunte au domaine du merveilleux et commente la place de la femme dans la société japonaise.
Le manga est adapté en 1996 en drama, diffusé sur la chaîne TV Asahi. Il est aussi traduit dans plusieurs langues dont le français, publié par Glénat dans une anthologie d'histoires courtes de l'autrice.

## Synopsis
Rika Aoshima est la fille aînée d'une famille japonaise ordinaire, a priori née dans les années 1950 ou 1960. Tout le monde trouve la jeune fille intelligente, athlétique et belle — bien que son teint hâlé ne correspond pas aux critères de beauté japonais — à l'exception notable de sa mère, Yuriko, qui est persuadée que sa fille est un iguane et la rejette violemment. Yuriko rabaisse constamment Rika et la délaisse pour sa petite sœur, Mami. La jeune fille internalise le rejet de sa mère et se met elle aussi à se voir comme un iguane, elle devient alors persuadée que ses réels parents sont des iguanes des îles Galápagos.
Malgré cela Rika parvient à grandir et intègre une prestigieuse université, où elle rencontre Kazuhiko, qu'elle épouse une fois ses études terminées. Une fois mariée elle déménage loin de sa famille à Sapporo pour vivre avec son mari. Rika a finalement une fille mais est perturbée par le fait qu'elle soit une humaine, et non un iguane comme elle, et se retrouve incapable de l'aimer.
Quelque temps après la naissance du bébé Rika apprend la mort de sa mère. À son chevet elle est horrifiée de constater que sa mère lui ressemble : elle est elle aussi un iguane. À la suite de cette révélation, Rika fait un rêve où elle voit sa mère, une princesse iguane, tomber amoureuse d'un être humain, aussi elle demande à une sorcière de la transformer en humaine. La sorcière accepte seulement à la condition que personne ne doit découvrir son secret.
Rika se sent purgée par ce songe, et devient alors capable d'aimer sa fille.

## Publication

### Genèse de l'œuvre

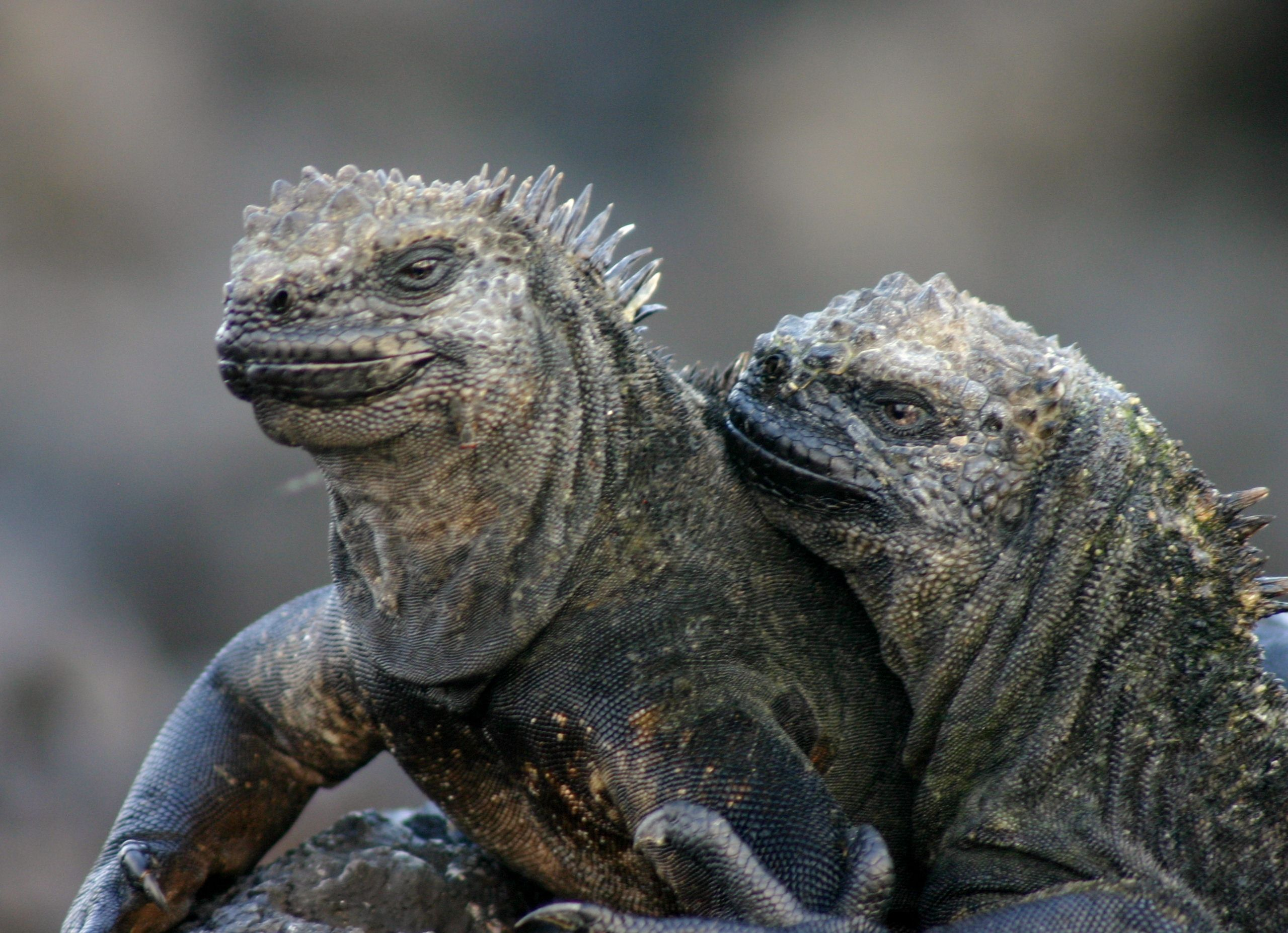
Les iguanes marins des Galapagos ont inspiré l'œuvre à Moto Hagio.

Moto Hagio entretient une relation difficile avec ses parents. Enfant elle a particulièrement peur de sa mère, qui cherche à plaire à son mari, qui lui souhaite une famille parfaite, semble-il pour compenser une enfance difficile. Pour fuir une mère oppressive Hagio se réfugie dans les mangas et décide finalement de devenir mangaka, un choix que ses parents réprouvent.
Pour Hagio le manga est un acte de soin qui permet d'atteindre quelque chose de « beau » : des mondes éloignés du Japon contemporain — qui lui rappelle trop sa mère — comme peuvent l'être l'Europe ou encore la science-fiction. Malgré cela l'autrice reste hantée par la figure de sa mère et ne cesse de commettre des matricides dans ses mangas en tuant quasi-systématiquement les figures maternelles, généralement représentées comme malsaines.
Pour se défaire de son traumatisme familial Hagio se documente sur la psychologie familiale et tente de créer un manga où elle pourrait faire la paix avec sa mère. Sa première tentative consciente de confronter ses parents au travers d'un manga est avec Mesh (メッシュ) en 1980, où un garçon tente de tuer son père. Mais ses tentatives de faire la paix avec sa mère restent des échecs des années durant, jusqu'au jour où elle regarde un documentaire animalier sur les iguanes marins des Galapagos. L'autrice s'identifie à l'animal et comprend que si elle n'arrive pas à s'entendre avec sa mère, c'est parce qu'elle n'est pas une humaine, mais un iguane, qui ne parvient pas à devenir un être humain.
Elle se lance alors dans la rédaction du manga, qui est publié dans le magazine mensuel Petit Flower lors du numéro de mai 1992. Le manga est inhabituel dans la bibliographie de l'époque de l'autrice pour plusieurs raisons : il est situé au Japon, met en scène une relation mère-fille contrairement aux protagonistes masculins usuels, et la protagoniste donne naissance à un enfant.
Le manga publié Hagio fait enfin la paix avec sa mère, à l'image de Rika, et se sent désormais capable de situer ses histoires dans le Japon contemporain. Malgré cela la mangaka continue à régulièrement à représenter des mères malsaines et à commettre des matricides dans ses mangas, comme par exemple dans son manga suivant, Zankoku na kami ga shihai suru, où une mère sacrifie son unique fils à son nouveau mari, qui est pédophile et sadique.

### Éditions
Le manga est publié au Japon dans différentes anthologies d'histoires courtes de l'autrice par Shōgakukan, notamment deux anthologies qui portent le nom du manga publiées en 1994 et en 2000.
Le manga est aussi traduit dans plusieurs langues et là encore publié dans des anthologies d'histoires courtes de la mangaka. Il est ainsi traduit en français par Akiko Indei et Pierre Fernande sous le titre La Princesse Iguane et publié par Glénat en 2013 dans l'anthologie Moto Hagio : Anthologie. Ou encore en anglais, traduit par Rachel Matt Thorn sous le titre Iguana Girl et publié par Fantagraphics Books en 2010 dans l'anthologie Moto Hagio's A Drunken Dream and Other Stories.

## Analyse
Si La Princesse iguane est de nature autobiographique l'œuvre peut servir de support à une critique de la féminité au Japon. Dans les années 1950 et 1960 où Moto Hagio a grandi, il était attendu d'une femme qu'elle se conforme au principe patriarcal de bonne épouse, sage mère, où le principal but de la vie d'une femme est la maternité, d'incarner une figure passive dédiée à ses enfants. Ceci alors que le système éducatif d'après-guerre offrait aux jeunes filles japonaises la possibilité de travailler et de devenir autonomes. Cette situation provoque un conflit générationnel mères-filles et pousse de nombreuses jeunes filles, dont Hagio, à rejeter la maternité et la féminité associée, pour préféré une féminité sans maternité.
L'aspect merveilleux du manga, où Yuriko et Rika sont des iguanes, renforce cette lecture sur la pression à la féminité imposé à une fille dès la naissance par sa mère, : Yuriko, malgré son statut de princesse iguane, accède à un rang supérieur en devenant une bonne épouse humaine, féminine, passive, dévouée à devenir mère. Mais Rika fait écho à son animalité : elle est athlétique, intelligente, a le teint halé et est indépendante, en clair trop éloignée de la féminité. Yuriko sent son statut de bonne mère menacé, aussi elle rejette sa fille aînée et au contraire adore Mami, qui correspond aux critères de la féminité : elle a la peau blanche, n'est pas spécialement brillante à l'école et préfère cuisiner des gâteaux plutôt que de jouer au baseball comme Rika.
L'animalité de Rika et de Yuriko est ainsi une allégorie d'une femme qui ne se conforme pas aux préceptes patriarcaux japonais.

## Réception
Lors de la publication du manga dans les années 1990, Moto Hagio était déjà une mangaka reconnue, aussi La Princesse iguane devient un titre notable dans la bibliographie de l'autrice, aux côtés de mangas comme Le Cœur de Thomas ou Nous sommes onze !. Notamment son adaptation en drama le rend célèbre auprès du grand public. Les critiques et les analyses comparent l'histoire du manga à une version remaniée du conte La Petite Sirène de Hans Christian Andersen quand le caractère anthropomorphique des personnages est comparé aux techniques employées par la mangaka Yumiko Ōshima.
Au Japon le manga attire notamment l'attention de pédopsychiatres,. En occident la spécialiste en littérature féminine Tomoko Kuribayashi dit avoir été « fascinée par les graphismes du manga et ses implications socio-culturelles quant aux relations mère-fille » quand le journaliste George Gene Gustines sélectionne pour le journal The New York Times La Princesse Iguane parmi les meilleures bandes dessinées publiées en 2010 aux États-Unis en soulignant que l'œuvre est « bizarrement attractive et étonnamment douce-amère ».

## Adaptation à la télévision
La Princesse iguane est adapté en drama en 1996. Cette adaptation conserve le titre original du manga, Iguana no musume (イグアナの娘), elle est dirigée par Kazuhisa Imai (ja) et scénarisée par Yoshikazu Okada (ja). La série est constituée de 11 épisodes de 45 minutes diffusés sur la chaîne TV Asahi du 15 avril 1996 au 24 juin de la même année.
Le manga ne faisant que 52 pages, le drama ajoute énormément de contenu à l'histoire, notamment une tentative de suicide de Rika, et se concentre sur l'histoire d'amour entre Rika et un garçon nommé Noboru, qui n'apparaît que brièvement dans le manga original.